# 고추가
고추가(古雛加)는 고구려 때 왕족에 대한 칭호로, 왕족인 계루부에서는 각가(各家)의 적통 장자를 가리켰다. 옛 왕족인 소노부 및 왕비족인 절노부에서는 적통대인(嫡統大人 : 부족장)을 일컬었다. 이는 신라의 갈문왕(葛文王)에 해당한다.

## 같이 보기
- 고구려
- 갈문왕

## 참고 자료
- 이 문서에는 다음커뮤니케이션(현 카카오)에서 GFDL 또는 CC-SA 라이선스로 배포한 글로벌 세계대백과사전의 내용을 기초로 작성된 글이 포함되어 있습니다.
- 고추가 - 한국민족문화대백과사전
- 고추가 - 두산세계대백과사전